# Daegu-Marathon
Der Daegu-Marathon ist eine Laufveranstaltung, die seit 2001 in Daegu stattfindet. Ursprünglich ein Halbmarathon, der zur Einstimmung auf die Fußball-Weltmeisterschaft 2002 diente, wurde 2007 die Marathondistanz eingeführt. Im Vorfeld der Leichtathletik-Weltmeisterschaften 2011 wurde der Lauf 2009 zu einem Rennen mit Elitebeteiligung namens Daegu International Marathon umgewandelt.
Die Organisatoren sind der Sportrat der Stadt Daegu und der südkoreanische Leichtathletikverband. Start und Ziel ist im Daegu-Stadion. Zum Programm gehört auch ein 10-km-Lauf.

## Statistik

### Streckenrekorde
- Männer: 2:05:33 h, Felix Kiprotich (KEN), 2019
- Frauen: 2:21:56 h, Nazret Weldu (ERI), 2022

### Siegerliste
| Datum         | Männer                  | Nation     | Zeit    | Frauen                      | Nation    | Zeit    |
| ------------- | ----------------------- | ---------- | ------- | --------------------------- | --------- | ------- |
| 3. Apr. 2022  | Shifera Tamru           | Äthiopien  | 2:06:31 | Nazret Weldu                | Eritrea   | 2:21:56 |
| 7. Apr. 2019  | Felix Kiprotich         | Kenia      | 2:05:33 | Pamela Jepkosgei Rotich -2- | Kenia     | 2:28:10 |
| 1. Apr. 2018  | Abraham Kiptum          | Kenia      | 2:06:29 | Janet Rono                  | Kenia     | 2:28:01 |
| 2. Apr. 2017  | Mathew Kipkoech Kisorio | Kenia      | 2:07:32 | Pamela Jepkosgei Rotich     | Kenia     | 2:27:48 |
| 3. Apr. 2016  | James Kipsang Kwambai   | Kenia      | 2:10:46 | Caroline Cheptanui Kilel    | Kenia     | 2:27:39 |
| 5. Apr. 2015  | Girmay Birhanu          | Äthiopien  | 2:07:26 | Meselech Melkamu            | Äthiopien | 2:27:24 |
| 6. Apr. 2014  | Yemane Tsegay           | Äthiopien  | 2:06:51 | Mulu Seboka                 | Äthiopien | 2:25:23 |
| 14. Apr. 2013 | Abraham Kiprotich       | Frankreich | 2:08:33 | Margaret Agai               | Kenia     | 2:23:28 |
| 8. Apr. 2012  | David Kemboi Kiyeng     | Kenia      | 2:07:57 | Alemitu Abera Begna         | Äthiopien | 2:24:57 |
| 10. Apr. 2011 | Yusuf Songoka           | Kenia      | 2:08:08 | Atsede Habtamu              | Äthiopien | 2:25:52 |
| 11. Apr. 2010 | Deressa Chimsa          | Äthiopien  | 2:08:45 | Yeshi Esayias -2-           | Äthiopien | 2:29:17 |
| 12. Apr. 2009 | Ji Young-jun            | Südkorea   | 2:08:30 | Yeshi Esayias               | Äthiopien | 2:30:44 |
| 13. Apr. 2008 | Lee Sung-woon           | Südkorea   | 2:20:07 | Choi Kyung-hee              | Südkorea  | 2:37:50 |
| 15. Apr. 2007 | Yu Yoh-bing             | Südkorea   | 2:34:30 | Bae Jeong-im                | Südkorea  | 3:00:19 |